# Puperita pupa
Puperita pupa es una especie de molusco gasterópodo de la familia Neritidae, este caracol marino se caracteriza por su pequeño tamaño.

## Descripción

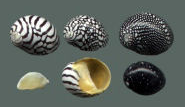
Variaciones en el patrón de coloración de Puperita pupa

Concha delgada pero resistente, globular, no presentando una espira prominente, se observan de 2 a 3 vueltas, El labio externo es delgado y afilado, el área columelar es pulida y presenta un amplio cayo parietal. Los ejemplares más grandes conocidos alcanzan lo 10,6 mm. Su coloración se caracteriza por presentar bandas axiales blancas y negras como una cebra, La abertura es gris y ocre al igual que la zona de callo parietal y el opérculo es amarillo brillante

## Distribución
Puperita pupa es un molusco gasterópodo de amplia distribución en el área de Mar Caribe y el Golfo de México teniéndose señalamientos para las costas de 
Estados Unidos, México, Costa Rica, Bermudas, Bahamas, Cuba,  Islas Caimán, Jamaica, Haití, República Dominicana, Islas Vírgenes, Guadalupe, Barbados, Colombia, Dominica, Guyana, Surinam, Guyana Francesa y Venezuela

### Hábitat
Este gasterópodo es un habitante cotidiano de  aguas que presentan alta salinidad o aguas hipersalinas, por lo que es común encontrarlo habitando en salinas.

### Videos
- Youtube: Zebra Nerite snails (Puperita pupa)

- Datos: Q310054
- Multimedia: Puperita pupa / Q310054
- Especies: Puperita pupa